# التهاب برزخ البوق العقد
الْتِهابُ بَرْزَخِ البُوقِ العَقِد (بالإنجليزية: Salpingitis isthmica nodosa واختصارها SIN)، والمعروف أيضا باسم رداب أنبوب فالوب (بالإنجليزية: Diverticulosis of the fallopian tube)، هو عبارة عن سماكة عقيدية في الجزء الضيق من أنبوب الرحم؛ بسبب الالتهاب.

## الأعراض
يرتبط التهاب برزخ البوق العقد بالعقم والحمل المنتبذ، وقد يظهر في صورة أيا منهما كعرض له.

## علم الأمراض
يتميزالتهاب برزخ البوق العقد بسماكة عقيدية في الغلالة العضلية للجزء الضيق من أنبوب فالوب (البرزخ). وفي الحالات الشديدة، فإنه يؤدي إلى انسداد كامل في تجويف قناة فالوب. ومن غير المألوف أن يحدث على الجانبين في نفس الوقت.

## التشخيص
يتم التشخيص باستخدام تصوير الرحم بالصبغة.

## العلاج
يمكن علاج التهاب برزخ البوق العقد عن طريق إجراءات إعادة فتح القناة إما باستخدام قسطرة مع الاسترشاد بالأشعة التداخلية أو عن طريق الجراحة بالمنظار.

## أصل الكلمة
يشتق مصطلح التهاب برزخ البوق العقد (salpingitis isthmica nodosa) من كلمة (salpingitis) بمعنى التهاب البوق، وكلمة (isthmica) نسبة إلى جزء البرزخ الداني من قناة فالوب، وكلمة (nodosa) نسبة إلى مظهر الالتهاب العقيدي.

## روابط خارجية
- http://pubs.rsna.org/doi/abs/10.1148/radiology.154.3.3969459
- https://www.ncbi.nlm.nih.gov/pubmed/9473543
- https://emedicine.medscape.com/article/275463-overview#a3
- موارد المعلومات الأشعة للمرضى: تصوير الرحم بالصبغة RadiologyInfo - The radiology information resource for patients: Hysterosalpingography